# 阿盛
阿盛（1950年4月24日—），本名楊敏盛，臺南市新營區人，臺灣鄉土文學作家，私立東吳大學中國文學系畢業，曾任中國時報集團記者、编辑、主任等職。

## 生平
從高中起，阿盛就開始在報刊上發表小說和散文，是典型的台灣農家子弟，對於農村生活瞭解深刻，因此，在散文中，他總會找到最適切的細節來「再現」農村社會的生活，他對於台灣農村的了解，是靠扎扎實實的生活經驗累積起來，他真正了解台灣農村人物，也對這些人的心情和語言都體認深刻，這樣根植於鄉土的寫作風格，讓他為台灣的「鄉土文學」增添了一筆奇特異彩。

由於青少年時期就到台北讀書，阿盛對農村懷有深厚的感情，尤其是從農村來到都市人的生活，更是感觸深沉。同時，在他成長的過程中，面臨台灣的經濟起飛時期，他親眼目睹了許多社會變遷中的現象。看到了貧富差距，有錢人與平民百姓的生活，也體察到其中的尊嚴、滑稽和荒謬。人生經歷使阿盛不但擅長經營鄉土題材，也擅長被異化的城市居民的人性剖析。

他以幽默自然的文筆，諧趣與機智橫生的風格勾勒出筆下的事件和人物，他慣常以一種來自鄉野說唱的趣味來寫作，像一位現代說書人，以親切的人物、熟悉的鄉音為大家講述一段段生動的人生情節，他筆下的場景，除了形貌、氣味之外，還帶有豐富的韻味，在寫到關鍵的地方，常常自然而適切的加上幾句隱性的批註，在冷筆中有熱情，在簡單的描摹中有繁複的趣味，令人在會心微笑之餘，感受到更多人性深處的荒唐與無奈，在眾多台灣散文作家中獨樹一幟。
阿盛一向認為：文學是他生命中最大的志業，他的人生理念是「唯誠唯善大是好，有生有活遍地花」。創作觀則是：「創作不應是架空的吧！正如同畫出來的禾穗無法收割，離開土地，文字只是虛幻的遊戲，寫作者的責任，就在於拆掉空心矯作的任何藉口，用心靈提示與自己一般俗氣的人們憶起或追尋美好的事物情理。」提出文學的「三人主義」，即人情、人性、人生。
除了潛心創作，阿盛也從1994年起成立「寫作私淑班」，這是台灣第一個由作家創設的現代文學欣賞「私塾」，採取小班教學制，上課地點在阿盛自宅，這個寫作班對於鼓勵文學愛好者投身創作，具有非常正面的效果。散文名家王盛弘就曾是私淑班的一員。

## 作品收錄高中國文課本
- 火車與稻田﹝龍騰版第二冊．南一版第一冊．東大版第一冊﹞
- 腳印蘭嶼﹝三民版第四冊．南一版第二冊﹞
- 稻菜流年﹝龍騰版第三冊﹞

## 作品之碩士研究論文
- 香港中文大學／韓潔瑤《阿盛散文的本土意識》﹝1998﹞
- 清華大學／鄭元傑《阿盛散文研究》﹝2002﹞
- 南華大學／劉湘梅《阿盛散文鄉野人物風情研究》﹝2003﹞
- 高雄師範大學／戴勤祝《刻繪大地的容顏─阿盛散文研究》﹝2005﹞
- 中興大學／林秀賢《阿盛散文中的台灣變貌》﹝2010﹞
- 新竹教育大學／黃金鳳《阿盛散文中的鄉野人物形象研究》﹝2010﹞
- 臺北市立教育大學／柯雅齡《吳晟和阿盛散文之研究》﹝2011﹞
- 國立高雄師範大學／謝岩潤《阿盛〈三都追夢酒〉中人性書寫研究》﹝2016﹞

## 得獎
- 南瀛文學傑出獎﹝2000﹞
- 五四文藝獎﹝2003﹞
- 吳魯芹散文獎﹝2005﹞
- 吳三連獎文學獎﹝2010﹞
- 中國文藝協會文藝獎章﹝2011﹞
- 中山文藝獎（2012）

## 著作
01.《唱起唐山謠》 1981年9月．蓬萊出版社

02.《兩面鼓》 1984年5月．時報出版公司

03.《行過急水溪》 1984年11月．時報出版公司；1997年3月．轉九歌出版社

04.《綠袖紅塵》 1985年9月．前衛出版社；2002年3月．轉未來書城

05.《散文阿盛》〈自選集〉 1986年9月．希代書版公司

06.《如歌的行板》 1986年10月．林白出版社

07.《春秋麻黃》 1986年11月．林白出版社；2002年9月．更名《十殿閻君》轉華成出版

08.《阿盛別裁》〈自選集〉 1987年7月．希代書版公司

09.《吃飯族》 1988年4月．希代書版公司

10.《滿天星》 1988年10月．希代書版公司；1999年4月．轉幼獅出版社

11.《春風不識字》 1989年3月．號角出版社

12.《阿盛講義》〈自選集〉 1989年7月．時報出版公司

13.《秀才樓五更鼓》〈長篇小說〉 1991年4月．時報出版公司；1999年7月．轉九歌出版

14.《心情兩紀年》 1991年10月．聯合文學出版社〈新版，2003年3月〉

15.《人間大戲臺》 1993年4月．號角出版社

16.《船過水有痕》 1993年6月．號角出版社

17.《臺灣國風》〈現代道情〉 1996年5月．文鶴出版社

18.《五花十色相》 1996年7月．九歌出版社

19.《風流龍溪水》 1997年8月．中國百花文藝出版社

20.《七情林鳳營》〈長篇小說〉 1998年6月．九歌出版社

21.《銀鯧少年兄》 1999年4月．幼獅出版社

22.《作家列傳》 1999年12月．爾雅出版社

23.《火車與稻田》 2000年12月．臺南縣文化局

24.《千杯千日酒》 2003年5月．未來書城

25.《民權路回頭》 2004年7月．爾雅出版社

26.《阿盛精選集》 2004年11月．九歌出版社

27.《夜燕相思燈》 2007年10月．遠流出版社

28.《萍聚瓦窯溝》2012年5月．九歌出版社

29.《三都追夢酒》2014年7月．九歌出版社

30.《海角相思雨》2018年8月．九歌出版社

## 編書
01.《一九八五臺灣散文選》 1986年2月．前衛出版社

02.《青春嶺》 1987年1月．號角出版社

03.《海峽散文一九八六》 1987年2月．希代書版公司

04.《春秋臺北》 1987年8月．書評書目出版社

05.《歲月鄉情》 1987年8月．書評書目出版社

06.《海峽散文一九八七》 1988年3月．希代書版公司

07.《扶桑四季紅》 1988年5月．躍昇文化事業公司

08.《百禽有情天》 1988年5月．躍昇文化事業公司

09.《新臺北人》 1988年11月．希代書版公司

10.《新小說人》 1989年3月．希代書版公司

11.《海峽散文一九八八》 1989年3月．希代書版公司

12.《海峽散文一九八九》 1990年5月．希代書版公司

13.《海峽散文一九九○》 1991年5月．希代書版公司

14.《打開抽屜都是你》〈寫作私淑班作品合集〉 2001年5月．麥田出版

15.《裁一緞碧華》〈寫作私淑班作品合集〉 2002年2月．未來書城

16.《第五個季節》〈寫作私淑班作品合集〉 2002年2月．未來書城

17.《夏天踮起腳尖來》〈寫作私淑班文學獎作品集〉 2003年7月．爾雅出版社

18.《午後爵士》〈寫作私淑班五人集〉 2003年10月．鷹漢文化

19.《臺灣現代散文精選》 2004年9月．五南圖書出版公司

20.《玻璃瓶裡的夏天》〈寫作私淑班五人集〉 2005年9月．幼獅文化

21.《散文３０家》2008年6月．九歌出版

22.《１０３年度散文選》2015年3月．九歌出版

## 其他
- 東吳大學中文系五十周年第一屆傑出系友﹝2006﹞
- 南光中學六十周年第一屆傑出校友﹝2007﹞

## 參照
- 台灣文學
- 台灣文學史

## 外部連結
- 阿盛寫作私淑班 （页面存档备份，存于）